# Aeroporto Internacional Aristides Pereira
O Aeroporto Internacional da Boa Vista-Rabil (ICAO: GVBA / IATA: BVC), renomeado a 19 de novembro de 2011 para Aeroporto Internacional Aristides Pereira, localiza-se na ilha da Boa Vista, a cerca de 5 km a sudeste da capital da ilha Sal Rei, em Cabo Verde. O aeroporto é o terceiro mais ativo de Cabo Verde. O aeroporto foi inaugurado a 31 do outubro de 2007 num antigo aeródromo, no valor de mais de dois milhões escudos cabo-verdianos. Em 2010, foram ampliadas a pista e o aeródromo e realizados terceiros trabalhos em 2014.

## Características
A pista dispõe de 2100 m de comprimento e 45 m de largura. Ela pode receber aeronaves de porte médio, tais como o B757 do fabricante Boeing e o A321 do fabricante Airbus. A altitude é de 26 m ao nível do mar.

## Companhias aéreas e destinos
| Companhia aérea          | Destinos                                           |
| ------------------------ | -------------------------------------------------- |
| Binter CV                | Praia, Espargos (Sal)                              |
| Cabo Verde Express       | Espargos (Sal)                                     |
| Luxair                   | Espargos (Sal), Luxemburgo                         |
| Neos Air                 | Bolonha, Espargos (Sal), Milão, Roma, Verona       |
| TACV Cabo Verde Airlines | Espargos (Sal), Praia                              |
| TAP Portugal             | Lisboa                                             |
| Thomsonfly               | Birmingham, Londres (LGW), Manchéster              |
| Transavia                | Dacar, Paris (ORY), Porto                          |
| TUIfly                   | Dusseldórfia, Espargos (Sal), Hamburgo, Las Palmas |
| TUI fly Belgium          | Bruxelas, Espargos (Sal), Ostende                  |
| TUI fly Netherlands      | Amesterdão, Espargo (Sal),                         |
| TUIfly Nordic            | Estocolmo, Las Palmas, Oslo, Tenerife              |
| XL Airways France        | Espargos (Sal), Paris (CDG)                        |

## Estatísticas
Ver a consulta original do Wikidata.